# Muntanya Caterina
La Muntanya Caterina, també coneguda com a Djebel Katarina (àrab: جبل كاثرين, Jabal Kāṯrīn), és la muntanya més alta, amb 2.642 m, dins la península del Sinaí i de tot Egipte. Es troba a la ciutat de Santa Caterina, al sud de la província de la Península del Sinaí. Al cim hi pot haver neu a l'hivern.